# آریسه
آریسه (انگلیسی: Arise) شرکت الکترونیک هندی است، که در سال ۱۹۹۵ تأسیس شد.